# The Booty Tape
The Booty Tape è il primo mixtape del rapper statunitense Ugly God, pubblicato il 4 agosto 2017.

## Tracce
1. Welcome to the Booty Tape – 2:21 (testo: Royce Davison – musica: Ugly God)
2. Stop Smoking Black & Milds – 1:55 (testo: Davison – musica: Ugly God)
3. I'm a Nasty Hoe – 2:59 (testo: Davison – musica: Ugly God)
4. I'm Tryna Fuck – 1:52 (testo: Davison – musica: Ugly God)
5. Fuck Ugly God – 2:15 (testo: Davison – musica: ParisVVS)
6. No Lies (feat. Wiz Khalifa) – 3:07 (Nikko Bunkin)
7. Bitch! – 2:25 (testo: Davison – musica: Ugly God)
8. L.D.C – 1:46 (testo: Davison – musica: Ugly God)
9. Like a Maverick – 2:50 (testo: Davison – musica: HM Surf)
10. Water – 2:19 (  - Ugly God
  - Danny Wolf
)

Durata totale: 23:49